# Anisodes glycidora
Anisodes glycidora är en fjärilsart som beskrevs av Turner 1908. Anisodes glycidora ingår i släktet Anisodes och familjen mätare. Inga underarter finns listade i Catalogue of Life.